# Warneton
Warneton  es una población y comuna francesa, en la región de Norte-Paso de Calais, departamento de Norte, en el distrito de Lille y cantón de Quesnoy-sur-Deûle.

## Historia
Población de los Países Bajos Españoles, fue anexionada por Francia en 1678 mediante los Tratados de Nimega.

## Demografía
| 313                       | 309 | 329 | 361 | 289 | 327 | 277 | 265 | 277 | 267 | 265 | 279 | 261 | 233 | 216 | 197 | 208 | 187 | 178 | 174 | 102 | 114 | 103 | 108 | 202 | 205 | 216 | 197 | 198 | 171 | 179 | 178 | 189 |
| (Fuente: Cassini e INSEE) |     |     |     |     |     |     |     |     |     |     |     |     |     |     |     |     |     |     |     |     |     |     |     |     |     |     |     |     |     |     |     |     |